# Сало (лёд)

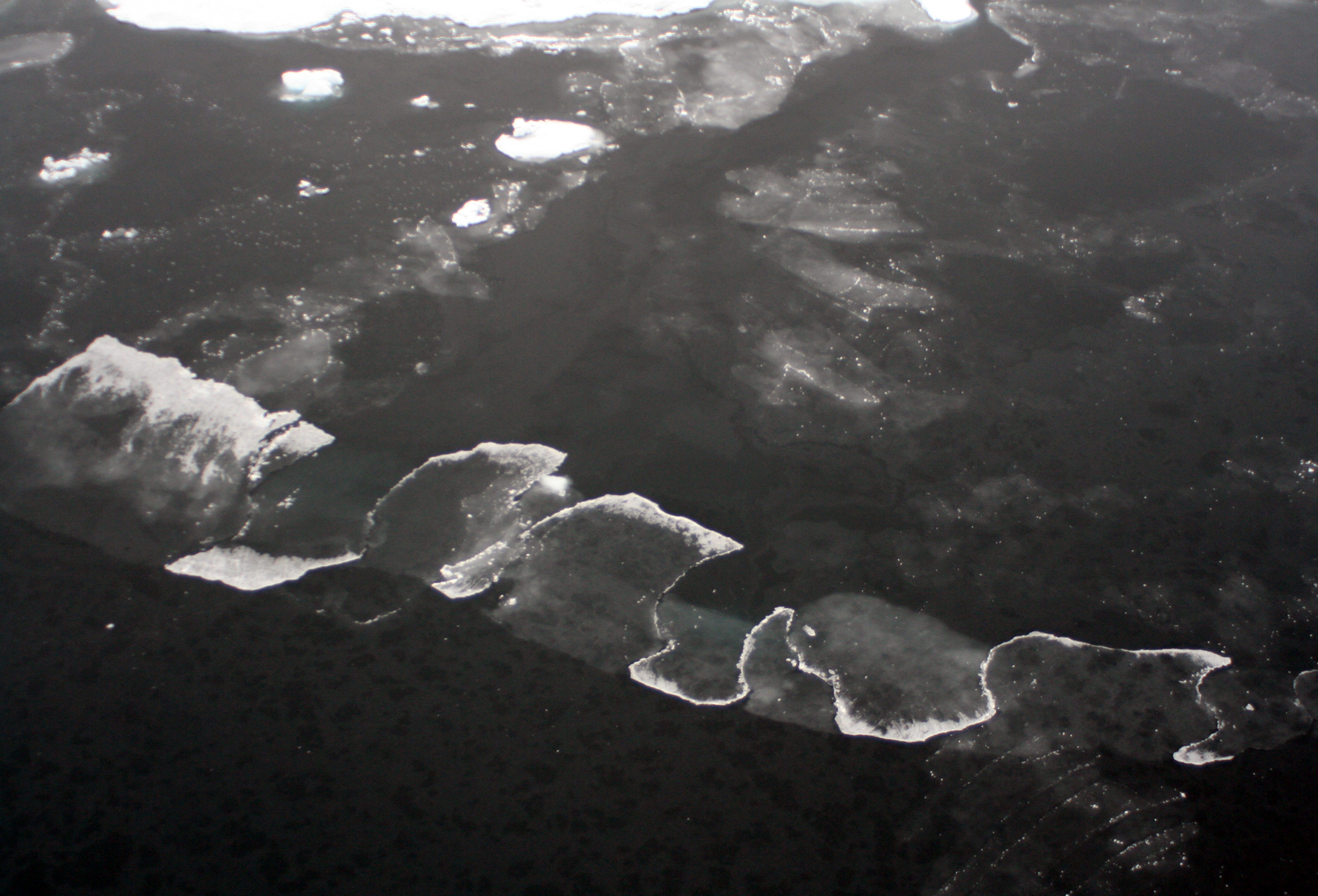
Сало на море, превращающееся в нилас

Са́ло (ледяное сало) — густой слой мелких ледяных кристаллов на поверхности воды, форма морского льда, вторая стадия образования сплошного ледяного покрова.
Издали полосы и пятна сала придают поверхности воды матовый оттенок.
При замерзании воды прежде всего начинают образовываться начальные виды льдов.
Порядок образования льдов: ледяные иглы — ледяное сало — снежура — шуга.

## Условия образования и отличительные особенности
Для образования льда необходима сильная потеря тепла водой, некоторое переохлаждение и присутствие в воде ядер кристаллизации. К ядрам кристаллизации относятся мельчайшие частицы пыли, снежинки. Вокруг этих ядер образуются мельчайшие диски льда. Срастаясь между собой, они превращаются в иглы — кристаллы льда, быстро растущие при низкой температуре воздуха, преимущественно в горизонтальном направлении. Если волнения нет, на спокойной воде кристаллы иглы могут достигать 10 см, на взволнованной — от 0,5 до 2 см при ширине 0,5—1 см и толщине 0,5—1 мм. Кристаллы скапливаются и быстро смерзаются между собой, образуя тонкую матовую поверхность — ледяное сало.
Чаще всего сало начинает образовываться одновременно во многих местах поверхности и образует круглые льдинки (30—90 см диаметром), называемые блинчатым льдом. Такой лед неустойчив и волнением его легко может разбить, но как только волнение стихнет, он снова образуется.
В спокойную погоду при низкой температуре воздуха образование больших площадей льда происходит за несколько часов.
Когда на холодную морскую поверхность выпадает снег, он пропитывается водой, уплотняется и превращается в вязкую массу льда — снежуру. Сало и снежуру ветер и течения сбивают в полосы или пятна рыхлого, пропитанного водой льда — шугу. Когда море спокойно, сало превращается в сплошной тонкий эластичный слой — нилас.